# Віковий дуб - партизанський пост
Віковий дуб — партизанський пост — втрачений природоохоронний об'єкт у Дніпропетровській області.
Вперше цей об'єкт згадується у рішенні виконкому Дніпропетровської обласної Ради депутатів трудящих від 28 листопада 1974 року № 687 «Про створення державних заказників і поліпшення заповідної справи в області», додаток 2, пункт 15, під назвою «Віковічний дуб — партизанський пост». Там об'єкт оголошується пам'яткою природи місцевого значення. Як місце розташування вказано: «Новомосковський район, лівий берег річки Самари, біля села Всесв'ятського». Опис при створенні: «Столітній дуб, який служив партизанам в роки Великої Вітчизняної Війни спостережним пунктом. Має виховну та природно-історичну цінність».
Так як точне місцезнаходження заповідного дуба невідоме, як координати об'єкту вказано лівий берег річки Самара прямо навпроти села Всесвятьське.
17 грудня 1990 року виконком Дніпропетровської обласної Ради народних депутатів ухвалив рішення № 469 «Про мережу територій та об'єктів природно-заповідного фонду області», в якому, у додатку 1, що є переліком існуючих на момент прийняття рішення об'єктів природно-заповідного фонду області, підтвердив статус Вікового дуба — партизанського посту, як державна пам'ятка природи місцевого значення. Також підтверджено всі інші дані пам'ятки, перераховані в попередньому документі.
Виключення з мережі об'єктів природно-заповідного фонду області відбулося за розпорядженням голови Дніпропетровської ОДА № 50-р від 19 грудня 1995 року «Про мережу територій та об'єктів природно-заповідного фонду області», додаток 7. Причини виключення в цьому документі не наводяться.